# Pains (districte de Santa Maria)
Pains és un dels deu districtes en què es divideix la ciutat de Santa Maria, a l'estat brasiler de Rio Grande do Sul. Limita amb els districtes Arroio do Só, Palma, Passo do Verde, Santa Flora, São Valentim, Sede.'

## Barris
El districte es divideix en les següents barris:
1. Pains